# Самуйликово
Самуйликово — деревня в Гдовском районе Псковской области России. Входит в состав Полновской волости Гдовского района. Фактически опустело, превратившись в урочище.

## География
Расположена в 17 км (по прямой) к северу от волостного центра села Ямм, в верховье реки Тороховка (к северу от верховья реки Крапивенка — правого притока Желчи), и в 6 км (по прямой) к северу от деревни Полна.
Находится на холмистой местности Мишина Гора, включающего, помимо деревни (урочища) Самуйликово, также другие бывшие деревни (урочища): Мишина Гора (к юго-западу), Борисово (к югу от Самуйликово), Грихновщина (южнее от Борисово), Кирево (южнее Мишиной Горы), а также урочище Малинница (к северу от Самуйликово).

## История
По решению Псковского облисполкома № 453 от 17 ноября 1983 года в состав Самуйликова вошли деревни Грихновщина и Мишина Гора.

## Население
Численность населения деревни на 2000 год составляла 0 человек, на 2002 год — постоянное население отсутствовало.
| 2001 | 2002 | 2010 |
| ---- | ---- | ---- |
| 0    | →0   | →0   |